# Michelle Buswell
Michelle Buswell (ur. 3 sierpnia 1983) – amerykańska modelka.
Wystąpiła w Kalendarzu Pirelli (luty 2005).